# Улица Петербазницас
Улица Пе́тербазницас (латыш. Pēterbaznīcas iela, Петроцерковная улица) — улица в Риге, в историческом районе Старый город. Ведёт от улицы Скарню к улице Кунгу, проходит вдоль южной стены церкви Святого Петра. Длина улицы — 209 метров.

## История
Впервые упоминается в документах в 1846 году. На русском языке указывалась как Большая Петроцерковная.
В 1940—1941 годах была включена в площадь Святого Петра.

## Достопримечательности
- д. 15 — Жилой дом (XVI—XVII век, перестроен в 1934 году, архитектор Хейнрихс Девендрусс).
- д. 17 — Хозяйственные постройки (XIII—XVI век, реконструированы в 1998 году). Достопримечательностью здания являлся готический фронтон.
- Прилежащий к улице Кунгу участок улицы занимают два строения по улице Грециниеку, д. 11 — архитектор О. Тилманис (1963) и д. 11а — архитектор Эдгар Трейманис (2004)